# Pepe Guerra

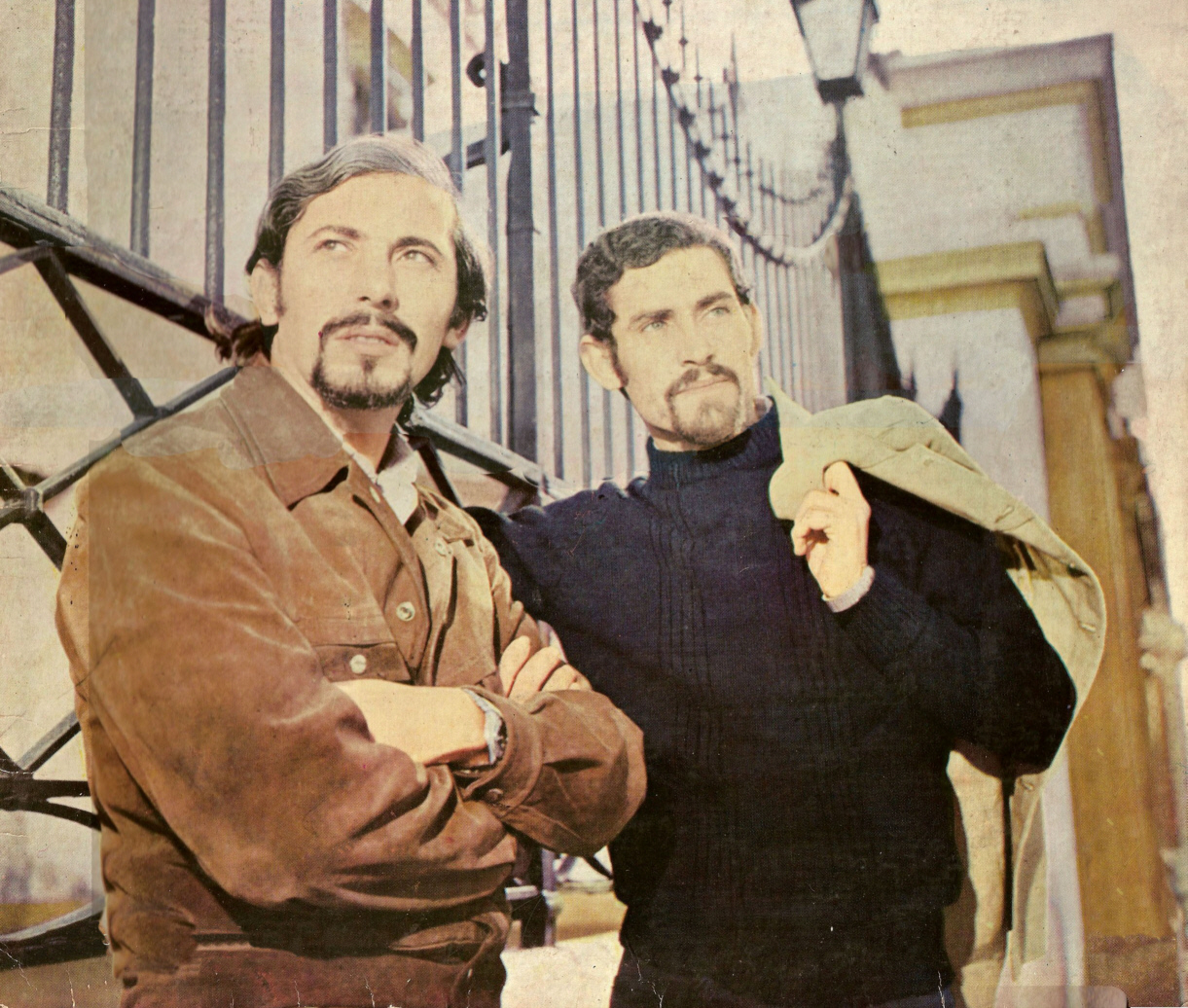
Pepe Guerra mit Braulio López, 1973

José Luis Guerra, besser bekannt als Pepe Guerra, (* 31. Oktober 1944 in Treinta y Tres, Uruguay; † 13. Juni 2024 in Treinta y Tres) war ein uruguayischer Sänger, Gitarrist und Komponist.

## Leben und Karriere
Guerra begann seine musikalische Karriere gemeinsam mit Braulio López um 1962 als Los Olimareños, deren Musik dem Nueva canción zuzuordnen ist. Das Duo, das insgesamt 44 Alben herausbrachte, wurde mit zahlreichen Goldenen- und Platin-Schallplatten ausgezeichnet und tourte durch die Welt. Während der Phase der Militärdiktatur wurden die Los Olimareños verboten. Pepe Guerra entschied sich vorübergehend als Solo-Künstler aufzutreten. Er ging ins Exil nach Spanien und Mexiko und kehrte 1984 nach Ende der Militärdiktatur zurück in sein Heimatland. In der Folge trat das Duo wieder auf. Nachdem sich nach drei gemeinsamen Jahrzehnten die Olimareños 1990 auflösten, begann er eine Solo-Karriere. Er lebte in Uruguay und tourte regelmäßig durch die Vereinigten Staaten, Mexiko, Argentinien, Australien, Brasilien und weitere Länder. Den Gitarristen Guerra begleiteten die Musiker Víctor Amaral (Akkordeon, Keyboards), Quique Lafourcade (Bass), Alejandro Turubich (Percussion) und Luiz Jorge "Gua" Martinez (Schlagzeug).

## Diskografie als Solo-Künstler
- Ta llorando (1977)
- Conversando con el tango (1982)
- De chamuye con el tango (1988)
- La voz de Pepe Guerra (Orfeo 91085-4. 1990)
- Verde esperanza (1992)
- El tango...la milonga (1994)
- El que siembra su maíz (Ayuí / Tacuabé ae149cd, 1995, UY: Gold)[2]
- Corazón del sur (Ayuí / Tacuabé ae210cd, 1999)
- La canción de nosotros (Ayuí / Tacuabé ae323cd, 2007)